# NEPSY
 (mai 2024).
NEPSY (« A Developmental Neuropsychological Assessment ») est une série de tests neuropsychologiques rédigés par Marit Korkman, Ursula Kirk et Sally Kemp, utilisés dans diverses combinaisons pour évaluer le développement neuropsychologique des enfants âgés de 3 à 16 ans dans six domaines fonctionnels.
NEPSY a été conçu pour évaluer les aspects fondamentaux et complexes de la cognition, essentiels à la capacité des enfants à apprendre et à être productifs, à l'intérieur et à l'extérieur du cadre scolaire. Il est conçu pour tester les fonctions cognitives qui ne sont généralement pas couvertes par les batteries de capacités générales ou de réussite.

## Histoire
Les évaluations neuropsychologiques pédiatriques ont évolué à partir des connaissances et de l'expérience acquises lors de l'évaluation d'adultes souffrant de lésions cérébrales . Par conséquent, les premiers tests n’étaient pas spécifiquement conçus pour les enfants et étaient souvent normés sur de petits échantillons d’enfants. Le développement du NEPSY a été révolutionnaire car il a été spécialement conçu pour tester les enfants. Le NEPSY est fondé sur la théorie et la pratique du développement et de la neuropsychologie . L'approche diagnostique trouve son origine dans l'approche lurienne de l'évaluation,.
NEPSY-II est basé sur un instrument finlandais, NEPS, initialement publié en 1980. Le NEPS comprenait deux à cinq tâches, destinées aux enfants de 5 à 6 ans et a ensuite été révisé en 1988 et 1990 pour inclure davantage de tâches et être applicable à une tranche d'âge plus large (NEPSU). En 1990, une version suédoise a également été développée (NEPSY), qui a été standardisée en Finlande et incluait une tranche d'âge encore plus large. En 1998, la version anglaise a été publiée pour la tranche d'âge de 3 à 12 ans.
La version originale du NEPSY comprenait cinq domaines théoriquement dérivés : Attention et fonctionnement exécutif, Langage, Mémoire et apprentissage, Sensorimoteur et Traitement visuospatial . Ces domaines étaient constitués d'un total de 25 sous-tests qui fourniraient un score individuel ou feraient partie du score global du domaine. Le NEPSY-II a été publié en 2007. L’un des premiers changements notables a été l’augmentation de la tranche d’âge, permettant de tester les enfants et adolescents de 3 à 16 ans. La batterie de tests NEPSY-II a également ajouté un nouveau domaine, la perception sociale, et onze nouveaux sous-tests en plus de supprimer quatre des anciens sous-tests. La batterie de tests est ainsi composée de six domaines comprenant 32 sous-tests. Le NEPSY-II existe également en deux versions : une pour les 3 à 4 ans et une pour les 5 à 16 ans. Les créateurs ont également supprimé l’option de notation de domaine, un choix qui fait encore l’objet de vifs débats aujourd’hui,,.

## NEPSY-II

### Domaines
Les six domaines fonctionnels ci-dessous sont constitués de 32 sous-tests et de quatre tâches différées. Ces domaines sont dérivés de manière théorique et non empirique. Les sous-tests ont été conçus pour évaluer les capacités cognitives liées aux troubles généralement diagnostiqués pendant l’enfance et nécessaires à la réussite dans un environnement académique.
- Attention et fonctions exécutives – inhibition, autorégulation, surveillance, vigilance, attention sélective et soutenue, maintien de l’ensemble des réponses, planification, flexibilité de la pensée et maîtrise des figures. Sous-tests : tri des animaux, attention auditive, ensemble de réponses, horloges, maîtrise du design, inhibition et statue.
- Langage et communication – traitement phonologique, langage réceptif, dénomination expressive, aisance verbale et séquences motrices orales rythmées. Sous-tests : dénomination et identification des parties du corps, compréhension des instructions, séquences oromotrices, traitement phonologique, répétition de mots absurdes, dénomination accélérée et génération de mots.
- Fonctions sensorimotrices – saisie sensorielle tactile, vitesse de la motricité fine, fonctions imitatives de la main, mouvements rythmiques et séquentiels et précision visuomotrice. Sous-tests : tapotement du bout des doigts, imitation des positions des mains, séquences motrices manuelles et précision visuomotrice.
- Fonctions visuospatiales – la capacité de juger la position et la directionnalité, la copie de conceptions en 2 dimensions et la reconstruction de conceptions en 3 dimensions. Sous-tests : flèches, construction de blocs, copie de conception, puzzles géométriques, puzzles d'images et recherche d'itinéraire.
- Apprentissage et mémoire  – mémoire des mots, des phrases et des visages, apprentissage immédiat et différé des listes, mémoire des noms et mémoire narrative dans des conditions de rappel libre et indicé. Sous-tests : mémoire de liste, mémoire de conceptions, mémoire de visages, mémoire de noms, mémoire narrative, répétition de phrases et interférence de liste de mots.
- Perception sociale (ajouté dans le NEPSY-II) – la capacité de reconnaître les émotions, de deviner ce que pense et ressent une autre personne et l’empathie. Sous-tests : reconnaissance des effets et théorie de l'esprit .

Ces tests sont censés aider à détecter toute déficience sous-jacente susceptible d'entraver l'apprentissage d'un enfant. Chaque test NEPSY-II est indépendant, bien que les résultats de tous les tests du NEPSY original puissent être normés ensemble pour fournir un score global standardisé pour chacun des domaines. Le score global pour chaque domaine a été abandonné dans NEPSY-II, car les informations diagnostiques sont plus solides au niveau du sous-test et les écarts peuvent être éliminés lors du calcul d'un score global. Cela était particulièrement vrai si l'examinateur rapportait uniquement les scores globaux.
Une évaluation neuropsychologique complète peut être réalisée à l’aide de l’évaluation complète, mais il n’existe pas d’ensemble obligatoire de sous-tests qui doivent être administrés à chaque enfant. NEPSY peut fournir une brève évaluation dans les six domaines et une évaluation approfondie basée sur les problèmes de diagnostic.

### Durée du test
L'évaluation générale dure 45 minutes pour les enfants d'âge préscolaire et 1 heure pour les enfants d'âge scolaire, tandis qu'une évaluation complète dure 90 minutes pour les enfants d'âge préscolaire et 2 à 3 heures pour les enfants d'âge scolaire. Le temps de diagnostic et d’évaluation sélective varie.

## Propriétés psychométriques
Les normes psychométriques les plus récentes sont basées sur la standardisation de plus de 1 000 enfants testés à travers les États-Unis, ce qui permet de comparer les performances d'un enfant à celles d'autres enfants du groupe d'âge approprié. Plusieurs études de groupes spéciaux sont incluses dans le NEPSY-II. Ces groupes étaient constitués de 260 enfants répondant aux critères diagnostiques du DSM-IV pour divers troubles, notamment le TDAH, les troubles de la lecture, les troubles du langage, les troubles du spectre autistique, le syndrome d'Asperger, la surdité et la malentendance, la distorsion émotionnelle, les troubles traumatiques cérébraux, la dyscalculie et les troubles légers de déficience intellectuelle.
Des études de validité ont été réalisées avec NEPSY, WISC-IV, DAS—II, WNV, WIAT—III, CMS, DKEFS, BBCS:3R, DSMD, ABAS—II, Brown ADD Scales and CCC-2.

## Limites
Contrairement à d'autres batteries similaires, y compris la NEPSY d'origine, la NEPSY-II n'a pas d'indice. De plus, ni les sous-tests de mémoire NEPSY ni NEPSY-II ne permettent de différencier les scores standards entre le rappel libre retardé et la reconnaissance retardée, ce qui limite son utilisation dans certains contextes cliniques.
La complexité et le nombre de sous-tests rendent NEPSY difficile à maîtriser et à comprendre. L'administration peut prendre beaucoup de temps et les scores sont difficiles à interpréter.

## Traductions
NEPSY a été traduit ou adapté dans un certain nombre de langues, notamment : néerlandais/flamand, finnois, français, norvégien, portugais (Brésil), roumain, suédois et italien.